# European and North American Railway

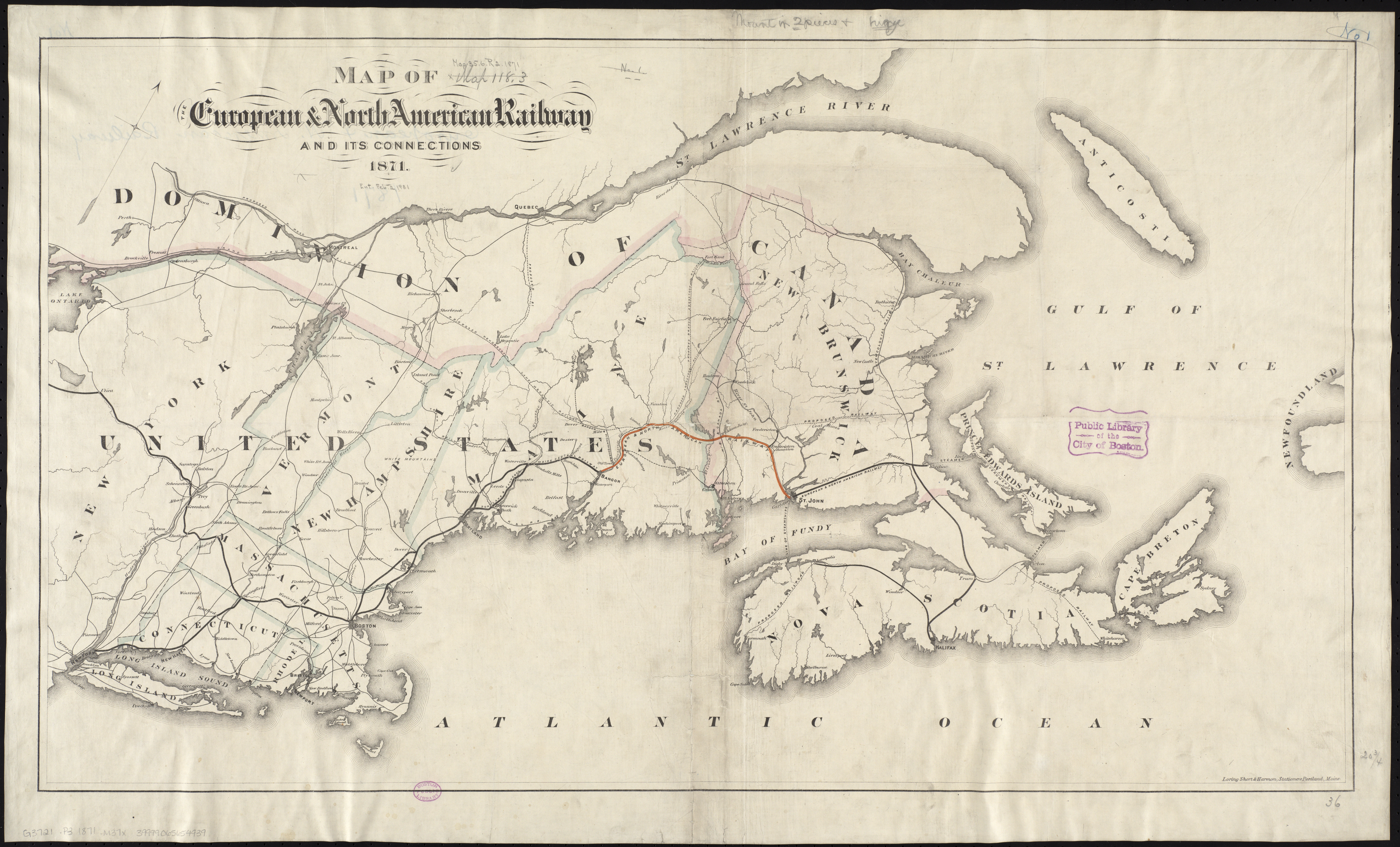
Mappa della E & NA e delle sue connessioni (1871)

European and North American Railway (E & NA) era una compagnia ferroviaria del XIX secolo che eserciva tre tratte ferroviarie costruite tra il Maine negli Stati Uniti e il Canada in Nuovo Brunswick. La rete fu realizzata adottando il cosiddetto "Provincial Gauge" (scartamento delle province) di 1.676 mm.

## Storia

### Premesse
L'idea di una lunga linea tra il Maine e un porto atlantico fu esposta, in una conferenza tenutasi a Portland nel 1850, dall'imprenditore ferroviario John A. Poor. Il progetto intendeva collegare Portland (terminale orientale della rete ferroviaria statunitense) ad un porto atlantico della Nuova Scozia che fosse libero dai ghiacci nel periodo invernale in modo da potere avere accesso alle navi trans-atlantiche per il continente europeo; le discussioni riguardarono anche un eventuale collegamento al porto di Halifax o al porto di Canso.
Le proposte diedero luogo durante i primi anni cinquanta ad accese discussioni in Nuovo Brunswick, Nuova Scozia e in Maine manifestando l'intento di collegare le colonie britanniche nordamericane con quelle canadesi. Poor stesso fu anche il promotore di un collegamento tra Portland e il Quebec e realizzò la Atlantic and St. Lawrence Railroad (A&StL), aperta nel 1853 e acquisita lo stesso anno dalla Grand Trunk Railway. L'operazione fu condotta per beneficiare di un doppio flusso di traffico, dalle colonie marittime alla Nuova Inghilterra e dalle marittime al Canada.
Anche se la linea Portland-Halifax era stata delineata per intero in occasione della conferenza di Portland nel 1850 non venne interamente realizzata dalla E & NA; alcune parti di essa vennero completate da altre società:
- La tratta Richmond (Halifax)-Truro fu costruita tra il 1854-1858 dalla Nova Scotia Railway.
- La Moncton-Truro fu realizzata tra 1868-1872 dalla Intercolonial.
- La Portland-Bangor fu costruita tra 1845 e 1850 dalle società Androscoggin and Kennebec Railroad e Penobscot and Kennebec Railroad che, nel 1862, si fusero per formare la Maine Railroad Central.

## Le tratte realizzate dalla società European and North American Railway (E & NA)

### E&NA "Eastern Extension" (Saint John-Shediac)
Questa fu la ferrovia che era comunemente intesa in Canada come la "E & NA"; fu realizzata tra Saint John e Shediac quale tratta canadese facente parte del progetto di Poor della direttrice Portland-Nuova Scozia. Non è chiaro di chi fosse la proprietà iniziale della linea. Tuttavia la "E & NA" fu costituita in Nuovo Brunswick il 15 marzo 1851, a seguito della conferenza di Portland, proprio con l'intento di avviare la costruzione ad est verso la Nuova Scozia. Sia Saint John che St. Andrews si disputarono il ruolo di stazione di origine ma la spuntò la prima convincendo la società a cominciare i lavori dal lato est del fiume Saint John (in Nuovo Brunswick). Saint John convinse anche la società a rinunciare ai piani di raggiungimento della Nuova Scozia concentrandosi prima sullo Stretto di Northumberland. La città ne avrebbe guadagnato un collegamento con piroscafi attraverso il Golfo di San Lorenzo e il Canada orientale evitando il pericoloso e tortuoso transito intorno alla Nuova Scozia.
I lavori ebbero inizio nel 1853, attestandosi a nord-est di Saint John sulla valle del fiume Kennebecasis ma non andarono molto lontano perché la società andò in fallimento nel 1856; l'anno dopo (1857) il governo coloniale del Nuovo Brunswick rilevò la linea. I lavori ripresero alacremente sotto la proprietà governativa e la guida del primo ingegnere civile uscito dall'Università del New Brunswick, Henry George Clopper Ketchum. Questi realizzò la linea in modo da avere larghe curve e moderate pendenze fino a Moncton

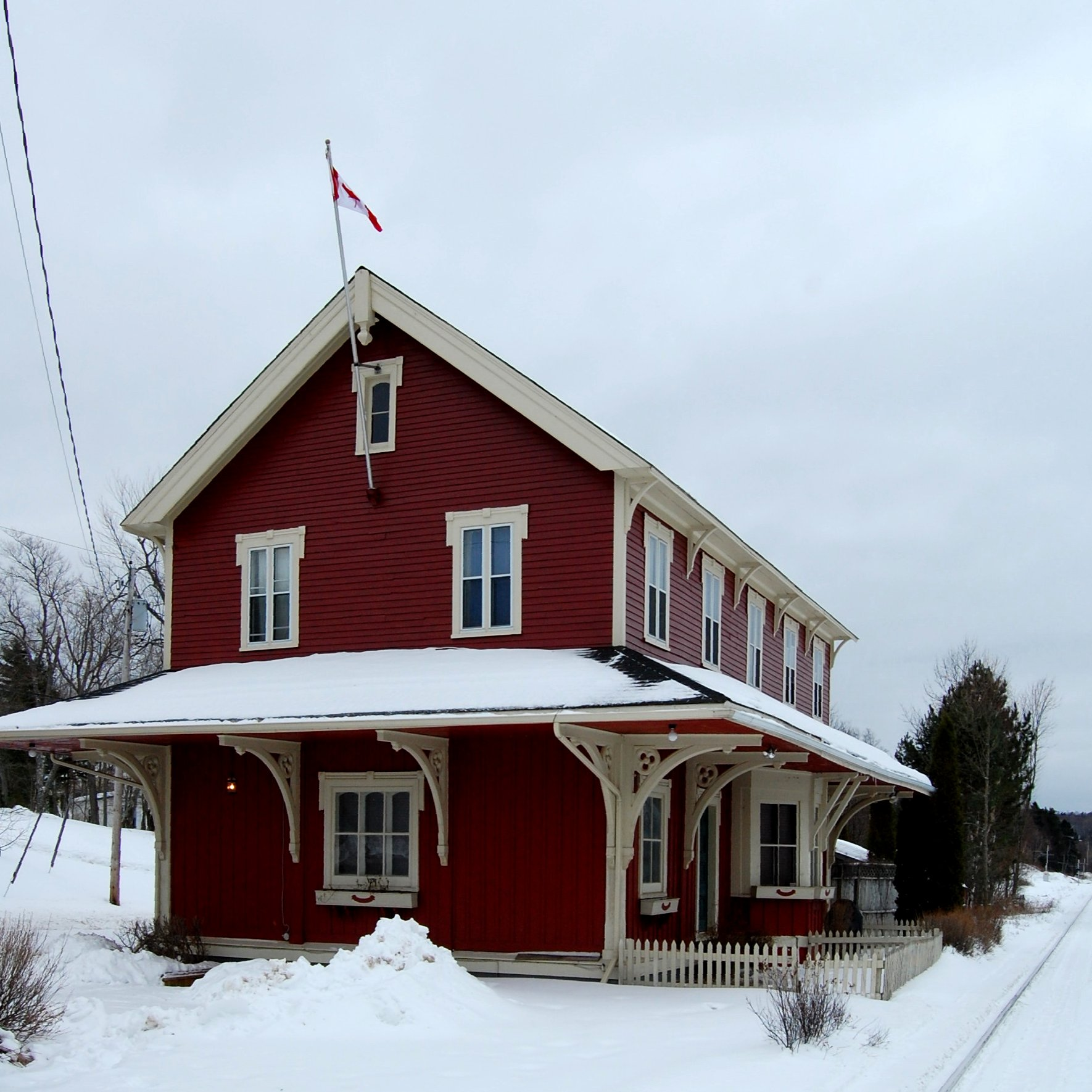
Stazione di Rothesay, originariamente conosciuta come stazione di Kennebecasis nel 1860. È una delle stazioni più antiche ancora esistenti in Canada.

La prima tratta, di 27 km, fu aperta tra Shediac e Moncton il 20 agosto 1857. La tratta fu presto estesa di circa 3 km ad est fino alle strutture del molo di Point du Chene, anziché verso Capo Brule come progettato, in quanto tale porto era più riparato dalle mareggiate rispetto alla posizione più esposta del Capo Brule.
La tratta tra Hampton (New Brunswick) e Saint John venne aperta nel 1859 mentre la sezione rimanente tra Moncton e Hampton fu inaugurata nel 1860. La E & NA non proseguì più verso il suo obiettivo di Nuova Scozia ad est di Moncton, in quanto, verso la fine del 1850, la Nova Scotia Railway aveva già costruito una linea da Halifax a Truro con l'intento dichiarato di costruire verso ovest e collegarsi con la E & NA nel Nuovo Brunswick. La E & NA restò con la sola linea Saint John-Shediac per vari anni; il tratto mancante tra Truro e Moncton fu infine costruito dalla Intercolonial Railway of Canada, completato nel 1872.
Le rimesse e la sede direzionale della E & NA, Estensione Orientale, furono a Shediac fino a quando non fu rilevata dalla Intercolonial, che li trasferì a Moncton.

### E & NA "Western Extension" (South Bay-St. Croix, New Brunswick)
Meno nota fu la ferrovia più comunemente indicata come "estensione occidentale E & NA" costruita tra South Bay (a ovest di Saint John) (Nuovo Brunswick) e Saint Croix al confine di stato (Canada-Stati Uniti) con il Maine.
Il 13 aprile 1864, il governo coloniale del Nuovo Brunswick costituiva una società denominata la "European and North American Railway for extension from Saint John westward" per costruire la "estensione occidentale" del sistema E & NA. La ferrovia, di 144 km, fu rilevata nello stesso anno assegnando il contratto per la costruzione a E.R. Burpee. Il 9 novembre 1865 a South Bay il sindaco di Saint John diede il primo colpo di piccone. Il 14 agosto 1869 la linea era aperta tra South Bay e Hartts Mills (in seguito ribattezzata Fredericton Junction). Il 17 novembre 1869 la linea fu completamente aperta dal confine del Maine a St. Croix a Saint John.

### E&NA "Maine" (Bangor-Vanceboro)
La E&NA fu costituita nello Stato del Maine come "European and North American Railway" il 20 agosto 1850. Nei 15 anni successivi il suo percorso venne più volte rivisto per collegare Bangor a Vanceboro, sul confine internazionale del Maine, di fronte a St. Croix, in Nuovo Brunswick. La costruzione finalmente ebbe inizio con l'apertura, nel 1868, della tratta Bangor-Olamon e, nel 1869, della tratta successiva Olamon-Mattawamkeag. La linea, di 183, km raggiunse Vanceboro nel mese di ottobre 1871 collegando la E & NA (Maine) e la E & NA (Western Extension) a Vanceboro-St. Croix. Alla cerimonia inaugurale della linea tenutasi presso il ponte di confine che attraversa il fiume Saint Croix parteciparono il presidente Usa Ulysses S. Grant e il governatore generale del Canada John Young, Lord Lisgar.

### Quadro riassuntivo
| Eastern Extension              |          |                                                         |
| 20 agosto 1857                 | 27,0 km  | Moncton–Shediac                                         |
| fine del 1857                  | 3,3 km   | Shediac–Point du Chene                                  |
| 1859                           | 143,2 km | Saint John–Hampton                                      |
| 1 agosto 1860                  | 143,2 km | Hampton–Moncton                                         |
| Western Extension              |          |                                                         |
| 14 agosto 1869                 | 145,3 km | Hartts Mills (in seguito Fredericton Junction)–St. John |
| 17 novembre 1869               | 145,3 km | confine di stato St. Croix–Hartts Mills                 |
| Maine (linea Bangor–Vanceboro) |          |                                                         |
| metà 1869                      | 42,3 km  | Bangor–Olamon                                           |
| inizi 1869                     | 50,6 km  | Olamon–Mattawamkeag                                     |
| 18 ottobre 1871                | 90,1 km  | Mattawamkeag–confine di stato (Vanceboro/Saint Croix)   |

## Fine della E & NA: le linee vengono rilevate
Il 9 novembre 1872, la "Eastern"fu consolidata, insieme alla Nova Scotia Railway, nella Intercolonial Railway of Canada. D'altro canto anche la "Maine" e la "Western" furono fuse il 1º dicembre 1872 nella Consolidated European and North American Railway che tuttavia andò in default nel 1875. Gli obbligazionisti dell'estensione occidentale (Western) crearono la St. John and Maine Railway il 29 marzo 1878 e acquisirono la proprietà in Nuovo Brunswick il 31 agosto. La New Brunswick Railway ne affittò la linea il 1º luglio 1883. La struttura del Maine fu similmente riorganizzata sotto il suo nome originale "European and North American Railway" nel mese di ottobre 1880. La Maine Central Railroad ne affittò la linea il 1º aprile 1882.

## Le tratte ex-E & NA: i successivi mutamenti societari
La direttrice ferroviaria Portland-Halifax continua ad essere in funzione ma varie sezioni della linea hanno subito diverse modifiche societarie nel corso degli anni:

### (Halifax)-Shediac-Saint John
La E & NA "Eastern Extension" venne rilevata, assieme alla "Nova Scotia Railway" dalla Intercolonial Railway (ICR) il 9 novembre 1872 in seguito al completamento del collegamento tra Truro e Moncton e riarmata a scartamento normale dall'11 novembre 1872 in quanto era stata realizzata a scartamento largo.
Nel 1915 la Intercolonial passò sotto il controllo della Canadian Government Railways (CGR) e fu inglobata nelle Canadian National Railways (CNR) nel 1918. La tratta continuò ad essere operativa anche dopo la riorganizzazione in Canadian National ma il terminale della linea da Shediac venne limitato a Scoudouc, il punto di innesto della linea proveniente da Truro.

### Saint John-St. Croix
La E & NA "Western Extension" fu gestita dal governo del Nuovo Brunswick separatamente dalla "Eastern Extension" e quindi non venne acquisita dalla Intercolonial, che era interessata esclusivamente alla costruzione e gestione di una direttrice Halifax-Quebec. Anche la "Western Extension" fu convertita allo scartamento normale dal 1877.
La "Western Extension" divenne parte della New Brunswick Railway (NBR) nel 1883; sette anni dopo, il 1º luglio 1890, la linea venne locata alla Canadian Pacific Railway per 99 anni. Dal 1º gennaio 1995 la linea avrebbe dovuto essere abbandonata, nelle intenzioni della CPR, ma venne successivamente ripresa dalla New Brunswick Southern Railway.

### Vanceboro-Bangor
La E & NA "Maine", della lunghezza di 183 km, operò separatamente dal suo completamento (nel 1871) e fino a quando, nel 1882, non venne ceduta in locazione alla Maine Central Railroad (MEC). Nel 1889 la Canadian Pacific Railway costruì una linea ferroviaria (denominata International Railway of Maine) da Lac-Mégantic (Québec) fino alla stazione della MEC di Mattawamkeag; in seguito a ciò venne stipulato un accordo che permetteva alla "Canadian" i diritti di transito sulla tratta, di 90 km, da Mattawamkeag a Vanceboro.
Nel novembre 1955 la MEC acquistò l'intera linea E & NA "Maine" locata in precedenza. Il 17 dicembre 1974 la CPR acquistò, dalla MEC, la tratta Mattawamkeag-Vanceboro (sulla quale aveva i diritti di transito) concedendole a sua volta i diritti di transito. La MEC mantenne la proprietà dei restanti 93 km da Bangor a Mattawamkeag fino al 1981 quando essa stessa fu acquisita da Guilford Rail System (GRS) che continuò ad operare sulla tratta in questione.
La sezione Mattawamkeag-Vanceboro, su cui operava Canadian Pacific, fu in seguito rilevata da Eastern Railway Maine in quanto questa era intenzionata ad abbandonare l'esercizio dal 1º gennaio 1995.

### Portland-Bangor
La Portland-Bangor detta anche "Maine Central" operativa dal 1862 venne ceduta nel 1981 a Guilford Rail System che così si trovò a disporre dell'itinerario Mattawamkeag-Bangor-Portland.